# Тонг, Майкл
Майкл Уильям Эрик Тонг (англ. Michael William Eric Tonge; 7 апреля 1983, Манчестер, Англия) — английский футболист, полузащитник.

## Карьера

### «Шеффилд Юнайтед»
Майкл Тонг родился 7 апреля 1983 года в Манчестере, где и начал заниматься футболом в школе местного «Манчестер Юнайтед». В 1999 году был отчислен из Академии манчестерского клуба из-за отсутствия перспектив. Молодого паренька подобрал Стив Брюс, который на тот момент тренировал «Шеффилд Юнайтед». В апреле 2001 года Тонг был переведён в основную команду «клинков». Первое появление Тонга в основном составе клуба на профессиональном уровне состоялось 6 мая 2001 года в заключительной игре сезона в матче против «Болтона». Первый гол в карьере забил уже в следующем сезоне — 27 октября 2001 года — в матче против «Крю».
В 2003 году Тонг стал одним из ключевых игроков клуба. Благодаря уверенной игре в этом году он получает первый вызов в молодёжную сборную Англии, им серьёзно интересуется «Ливерпуль». Тем не менее трансфера не последовало, и Тонг остался в Шеффилде. В 2006 году сыграл ключевую роль в выходе команды в Премьер-Лигу, где сыграл 27 матчей и забил 2 гола. После немедленного вылета команды Нила Уорнока обратно в Чемпионшип в 2007 году и после провальной попытки немедленного возвращения в высший английский дивизион в 2008 Тонг решил покинуть клуб. Всего в «Шеффилд Юнайтед» Майкл Тонг провёл 9 лет, сыграл более 300 матчей за клуб во всех турнирах и забил 24 гола.

### «Сток Сити» и аренды
1 сентября 2008 года Тонг перешёл в клуб Премьер-Лиги «Сток Сити». За свой новый клуб Майкл Тонг дебютировал 14 сентября 2008 в матче против «Эвертона». Тем не менее, несмотря на довольно приличную сумму трансфера, у Тонга не получилось закрепиться в основном составе «гончаров» — в сезоне 2008/2009 полузащитник сыграл всего 10 матчей. В следующем сезоне, несмотря на полную проведённую предсезонную подготовку в составе «Сити», не сыграл за клуб ни одного матча. 19 ноября 2009 года Тонг был отдан в аренду «Престону» до конца декабря. За «Престон» Майкл сыграл 7 матчей, но его аренда не была продлена, и он вернулся в прежний клуб. В январе 2010 был снова отдан в аренду — на этот раз в «Дерби Каунти» и до конца сезона 2009/2010. За «баранов» игрок провёл 19 матчей во всех турнирах и забил 2 гола. После очередного возвращения в «Сток Сити» не смог закрепиться в основном составе команды и был отдан в аренду хорошо знакомому «Престону» вместе с коллегой по «Сток Сити» Дэнни Пью. 31 декабря 2010 был отозван из аренды Тони Пьюлисом и даже смог сыграть за «гончаров» 2 матча в Премьер-Лиге.
18 августа 2011 года дебютировал в международных клубных турнирах, появившись в основе «Сток Сити» на матч Лиги Европы против швейцарского «Туна». Тем не менее, несмотря на этот матч, 1 сентября 2011 года Тонг не попал в заявку клуба на матчи Премьер-лиги и Лиги Европы. Таким образом, до конца сезона он мог играть только в кубковых играх. В январе 2012 был отдан в очередную аренду в клуб Чемпионшипа, на этот раз в «Барнсли». За 5 проведённых сезонов в «Сток Сити» Тонг сыграл 19 матчей во всех турнирах, из них 12 — в Премьер-Лиге; забил 2 гола.

### «Лидс Юнайтед»
13 сентября 2012 года Майкл Тонг был отдан в аренду «Лидс Юнайтед» до декабря. Инициатором перехода Майкла в «Лидс» был его бывший тренер в «Шеффилд Юнайтед» Нил Уорнок. Дебютировал за клуб 15 сентября 2012 года в матче против «Кардифф Сити», сыграв в центре полузащиты вместе с Родольфом Остином. 29 сентября забил первый гол за клуб. После впечатляющего матча с «Хаддерсфилдом», в котором Тонг забил гол и отдал голевую передачу, был включён в сборную недели по версии Футбольной Лиги. 22 декабря 2013, за день до истечения срока аренды с клубом заявил, что хочет остаться в клубе на постоянной основе. В начале января новый исполнительный директор «Лидса» Салем Пател заявил, что клуб желает подписать Тонга на постоянной основе. 10 января подписал контракт с «Юнайтед» на 2,5 года. В сезоне 2012/2013 годов провёл за «павлинов» 35 матчей во всех турнирах, забил 5 мячей и отдал 4 голевые передачи.

## Международная карьера
В промежуток с 2002 по 2003 год сыграл 3 матча за старшую молодёжную сборную Англии (U-21).